# Bob Giraldi
Robert Nicholas Giraldi, detto Bob (Paterson, 17 gennaio 1939), è un regista, sceneggiatore e produttore cinematografico statunitense.

## Biografia
Nato in una famiglia italo-americana, studiò al Pratt Institute di Brooklyn laureandosi nel 1960 in Belle arti.
Dopo la laurea lavorò brevemente come disegnatore grafico alla General Motors a Detroit.  Tornò quindi a New York dove divenne art director e creative supervisor nell'agenzia pubblicitaria Young & Rubicam.
Nel 1965 iniziò ad insegnare alla The School of Visual Arts di New York e presto divenne il direttore del dipartimento pubblicità. Nel 1970 divenne direttore creativo presso la DellaFemina & Partners e tre anni dopo diede vita alla Giraldi Productions.
Si dedicò quindi all'attività di produttore e regista di film pubblicitari divenendo presto un nome di spicco in questa attività. Iniziò con una campagna per la Pepsi Cola con Michael Jackson dedicandosi poi alla produzione di video musicali.

## Filmografia

### Regista

#### Cinema
- National Lampoon's Movie Madness, co-regia di Henry Jaglom (1982)
- Hiding Out (1987)
- Dinner Rush (2000)

#### Televisione
- City Boy - film TV (1985)
- Club Med - film TV (1986)

### Video musicali
- Michael Jackson - Beat It